# Valdemaqueda
Valdemaqueda – miejscowość w środkowej Hiszpanii we wspólnocie autonomicznej Madryt, w górach Sierra de Guadarrama, od zachodu graniczy administracyjnie ze wspólnotą Kastylia i León. Na terenie miasta i gminy wyznaczony jest obszar specjalnej ochrony ptaków. W Valdemaqueda znajduje się przedszkole i szkoła publiczna w obu ośrodkach. Nie ma jednak szkoły średniej.